# Hiroshi Morita
Hiroshi Morita (森田 浩史 Morita Hiroshi?), född 18 maj 1978 i Kumamoto prefektur, är en japansk före detta fotbollsspelare.
Morita började sin karriär 2002 i Sagan Tosu. Efter Sagan Tosu spelade han för Albirex Niigata, Omiya Ardija, Ventforet Kofu, Thai Port FC och V-Varen Nagasaki. Han avslutade karriären 2010.